# یواس‌اس موستانگ
یواس‌اس موستانگ ممکن است به یکی از موارد زیر اشاره داشته باشد:
- یواس‌اس موستانگ (آی‌ایکس-۱۵۵)
- یواس‌اس موستانگ (اس‌پی-۳۶)